# Carlos Sevilla Dalgo
Carlos Edmundo Sevilla (Atuntaqui, 26 augustus 1950) is een voormalig profvoetballer uit Ecuador die na zijn actieve loopbaan het trainersvak instapte.

## Trainerscarrière
Sevilla begon zijn trainerscarrière bij de club waar hij ook actief was als voetballer: Deportivo Quito. Hij trainde tal van clubs in zijn vaderland, maakte één keer een uitstapje naar het buitenland (Club Sportivo Cienciano uit Peru) en was in 1999 bondscoach van zijn vaderland. Hij had de nationale ploeg in totaal vijftien duels onder zijn hoede, onder meer bij de strijd om de Copa América 1999 in Paraguay, waar Ecuador al in de eerste ronde werd uitgeschakeld. Daarmee kwam een einde aan het bondscoachschap van Sevilla, die werd opgevolgd door de Colombiaan Hernán Darío Gómez.
| Interlands van Ecuador onder leiding van bondscoach Carlos Sevilla | Interlands van Ecuador onder leiding van bondscoach Carlos Sevilla | Interlands van Ecuador onder leiding van bondscoach Carlos Sevilla | Interlands van Ecuador onder leiding van bondscoach Carlos Sevilla | Interlands van Ecuador onder leiding van bondscoach Carlos Sevilla | Interlands van Ecuador onder leiding van bondscoach Carlos Sevilla |
| №                                                                  | Datum                                                              | Wedstrijd                                                          | Uitslag                                                            | Competitie                                                         |                                                                    |
| ------------------------------------------------------------------ | ------------------------------------------------------------------ | ------------------------------------------------------------------ | ------------------------------------------------------------------ | ------------------------------------------------------------------ | ------------------------------------------------------------------ |
| 1                                                                  | 27 januari 1999                                                    | Costa Rica – Ecuador                                               | 0 – 0                                                              | Vriendschappelijk                                                  |                                                                    |
| 2                                                                  | 31 januari 1999                                                    | Ecuador – Denemarken                                               | 1 – 1                                                              | Vriendschappelijk                                                  |                                                                    |
| 3                                                                  | 4 februari 1999                                                    | Guatemala – Ecuador                                                | 0 – 0                                                              | Vriendschappelijk                                                  |                                                                    |
| 4                                                                  | 10 februari 1999                                                   | Peru – Ecuador                                                     | 1 – 2                                                              | Vriendschappelijk                                                  |                                                                    |
| 5                                                                  | 17 februari 1999                                                   | Ecuador – Peru                                                     | 1 – 2                                                              | Vriendschappelijk                                                  |                                                                    |
| 6                                                                  | 14 april 1999                                                      | Mexico – Ecuador                                                   | 0 – 0                                                              | Vriendschappelijk                                                  |                                                                    |
| 7                                                                  | 19 mei 1999                                                        | Ecuador – Venezuela                                                | 0 – 2                                                              | Vriendschappelijk                                                  |                                                                    |
| 8                                                                  | 2 juni 1999                                                        | Ecuador – Iran                                                     | 1 – 1                                                              | Canada Cup                                                         |                                                                    |
| 9                                                                  | 4 juni 1999                                                        | Ecuador – Guatemala                                                | 3 – 1                                                              | Canada Cup                                                         |                                                                    |
| 10                                                                 | 6 juni 1999                                                        | Canada – Ecuador                                                   | 1 – 2                                                              | Canada Cup                                                         |                                                                    |
| 11                                                                 | 15 juni 1999                                                       | Venezuela – Ecuador                                                | 3 – 2                                                              | Vriendschappelijk                                                  |                                                                    |
| 12                                                                 | 23 juni 1999                                                       | Chili – Ecuador                                                    | 0 – 0                                                              | Vriendschappelijk                                                  |                                                                    |
| 13                                                                 | 1 juli 1999                                                        | Argentinië – Ecuador                                               | 3 – 1                                                              | Copa América                                                       |                                                                    |
| 14                                                                 | 4 juli 1999                                                        | Uruguay – Ecuador                                                  | 2 – 1                                                              | Copa América                                                       |                                                                    |
| 15                                                                 | 7 juli 1999                                                        | Ecuador – Colombia                                                 | 1 – 2                                                              | Copa América                                                       |                                                                    |

## Erelijst
Club Sport Emelec
- Campeonato Ecuatoriano

2001
 Deportivo Quito
- Campeonato Ecuatoriano

2008
 Club Sportivo Cienciano
- Copa El Gráfico

2005